# Schroefeffect

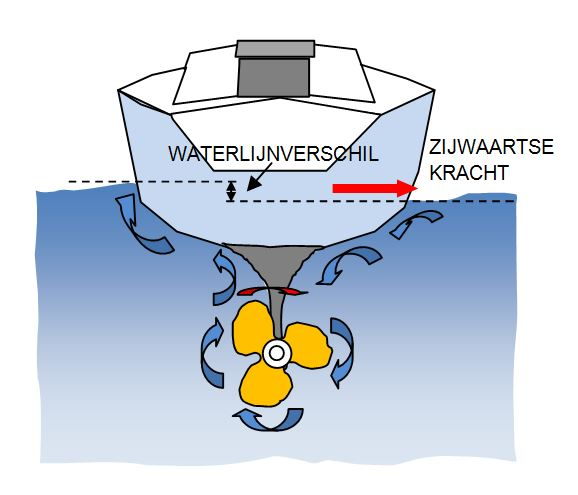
Stuwing en waterlijnverschil door een linksdraaiende schroef in z’n achteruit. Het achterschip draait naar rechts.

Het schroefeffect (ook wel wieleffect) is het verschijnsel dat er door een scheepsschroef een zijdelingse kracht op het achterschip wordt uitgeoefend. Deze kracht veroorzaakt een zijdelingse beweging van het achterschip. Het schroefeffect wordt veroorzaakt door de stuwing van het schroefwater tegen een deel van de scheepsromp.

## Een vrijdraaiende schroef

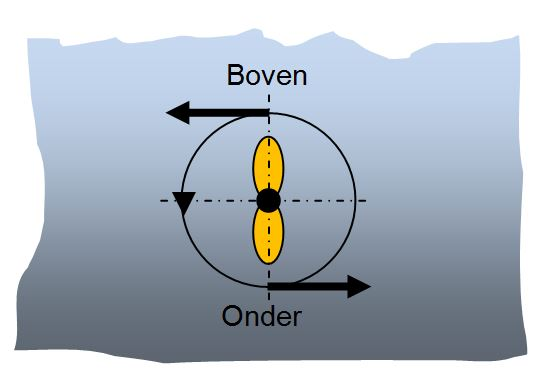
Scheepsschroef, vrij draaiend in het water

Een vrij in het water draaiende schroef, zonder een scheepromp in de buurt, ontwikkelt over de hele omtrek van de schroef een gelijkmatig draaimoment. Bij een rechtsdraaiende schroef, die bij achteruitslaan linksom draait, duwen de schroefbladen aan de bovenkant het water naar links, en de onderste bladen duwen het water naar rechts. Aangezien er even veel water naar links als naar rechts verplaatst wordt, volgt hier geen zijdelingse kracht uit, dus geen schroefeffect.  

## Draaiing van het schroefwater

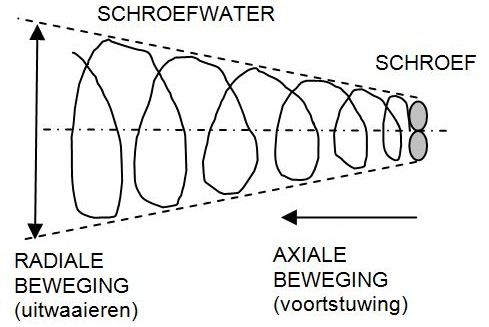
Verspreiding van de waterkegel

Een scheepsschroef ontwikkelt stuwkracht door verplaatsing van water. De ronddraaiende schroefbladen verplaatsen het water met een draaiende beweging in de richting van de lengteas (axiaal) naar achteren bij vooruitvaren en naar voren bij achteruitslaan. Deze draaiing zorgt voor een "uitwaaieren" van het water, een radiale verplaatsing. Naarmate het water verder van de schroef af komt, neemt de diameter van de geproduceerde waterkegel toe. Dit effect doet zich voor zowel bij vooruitvaren als bij achteruitslaan. De waterkegel is bij veel schepen bij vooruitvaren zichtbaar in het kielzog, een aantal meters achter de boot. Als de schroefas schuin geplaatst is, komt de waterkegel soms niet zichtbaar aan het wateroppervlak. De waterkegel is een draaiende massa water.

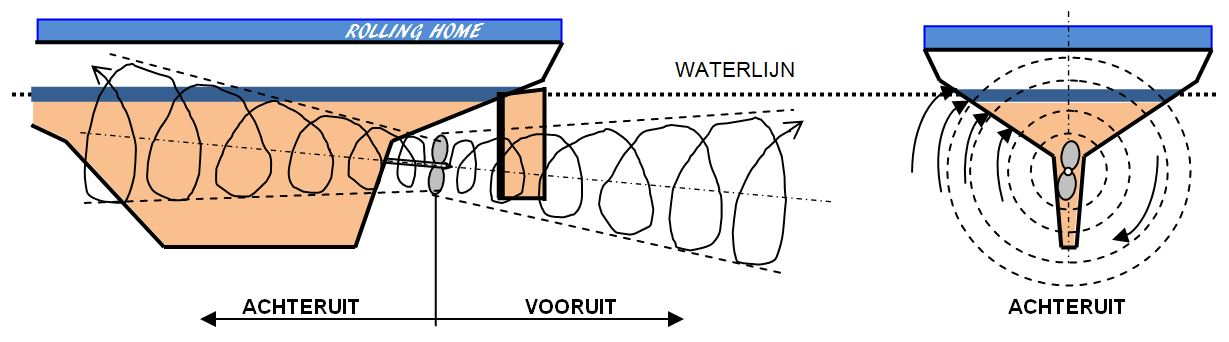
Beweging van het schroefwater in de vorm van een waterkegel

## Betekenis voor de schipper
Treft deze draaiende waterkegel de scheepsromp, dan wordt het botsende water zijdelings langs de romp weggeduwd. Bij vooruitvaren treft het water alleen het roer, met eventueel een scheg ervoor. Dit is niet hinderlijk voor de schipper, omdat er met enige roeruitslag meteen gecorrigeerd kan worden. Anders is dit bij het achteruitslaan. Dan wordt de romp getroffen en weggeduwd door een flink deel van het uitwaaierende water. Het oppervlak van de romp dat wordt getroffen is bovenaan de draaiende kegel veel groter dan onderaan. Door de stuwing van het schroefwater tegen de romp treedt een kleine waterlijnverhoging op aan de stuwkant, en een verlaging aan de andere kant (zie bovenste figuur). 
Het schroefeffect zal niet alleen het achterschip zijdelings verplaatsen, ook zal het schip draaien om een draaipunt ergens in het midden van het schip.

## Zichtbaar maken van het schroefeffect
- Met het schip afgemeerd aan stevige lijnen en de motor op halve kracht vooruit wordt in het schroefwater achter het schip de waterkegel zichtbaar. De diameter van de kegel is veel groter dan de diameter van de schroef, door het uitwaaieren.
- Met de motor op halve kracht achteruit wordt aan één kant van het schip de werveling van het schroefwater zichtbaar, met stuwing tegen de romp tot gevolg. De geringe verhoging van de waterlijn is niet gemakkelijk zichtbaar.

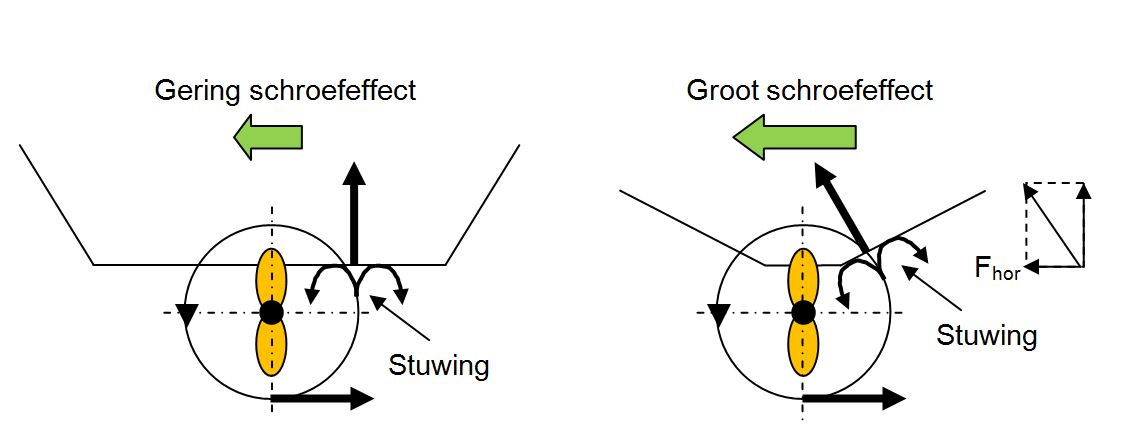
Invloed van de rompvorm op het schroefeffect

## Beïnvloedende aspecten
Volgende aspecten beïnvloeden het schroefeffect:
- De rompvorm heeft veel invloed op het schroefeffect, want het schroefwater dat loodrecht op een vlakke scheepsbodem botst geeft geen of geringe zijdelingse krachten, dus weinig schroefeffect, terwijl het water op een rond- of knikspant de romp zijdelings treft, met meer schroefeffect tot gevolg.
- Achteruitslaand heeft men schroefeffect, vooruitvarend bijna niet, doordat bij vooruit draaien de waterkegel de romp niet raakt (echter wel de scheg en het roerblad).
- Als het schip stil ligt is het schroefeffect maximaal, omdat dan de "waterkegel" kort is en het water direct tegen de romp stroomt.
- Een straalbuis rond de schroef vermindert het schroefeffect, doordat de waterstraal dan niet meer kegelvormig is en de romp ook bij achteruitslaan minder raakt.
- Een schuin geplaatste schroef geeft meer schroefeffect bij achteruitslaan doordat de kegel de romp eerder raakt.Schroefeffect en betekenis voor rotatie om draaipunt van schip

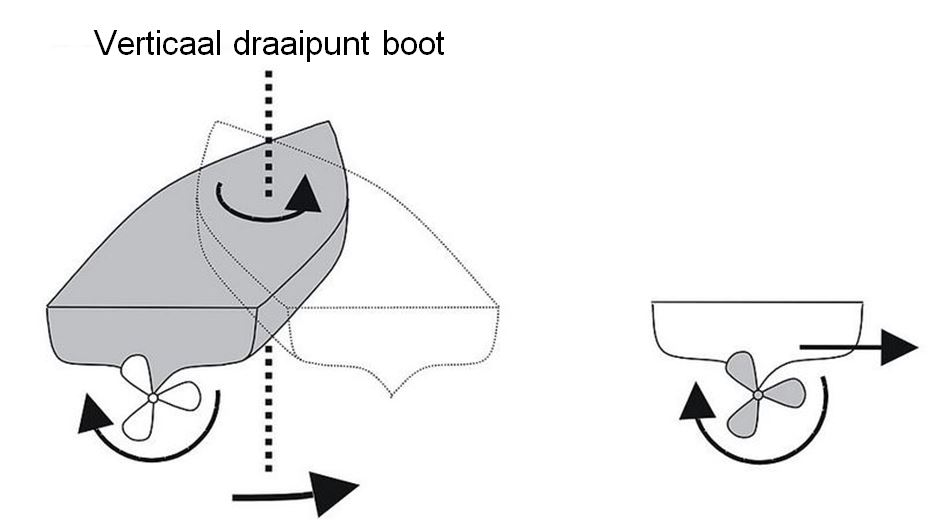
Schroefeffect en betekenis voor rotatie om draaipunt van schip

- De draairichting van de schroef bepaalt welke kant het schip op gedrukt wordt bij achteruitslaan. Bij een rechtsdraaiende schroef (deze draait met de klok mee gezien van achter naar voor), die linksom draait bij het achteruitslaan, gaat het achterschip naar bakboord; bij een linksdraaiende schroef naar stuurboord. Bij een verstelbare schroef blijft het effect gelijk, aangezien de draairichting niet verandert.
- Door het opzij drukken van het achterschip gaat de kop van het schip de andere kant op; het schip draait om een verticale as. De mate waarin dit gebeurt hangt af van de rompvorm en vooral van de kiel.

## Praktische overwegingen bij het manoeuvreren
Deze beschrijving volgt de werkwijze van een klein vaartuig. Bij binnenschepen en zeeschepen is de werkwijze vergelijkbaar.
- Eerst bepaalt de schipper naar welke kant het schip trekt bij achteruitslaan. Elke schip heeft een “goede” en een “slechte” kant. De goede is waar het achterschip heen trekt bij het achteruitslaan. Als het enigszins uitkomt wordt er aan die kant aangelegd.
- Bij het afmeren aan een sluismuur aan de “goede” kant van het schip vaart het schip naar de afmeerplek, ongeveer een halve meter van de sluismuur. Bijna op de plek aangekomen stuurt de schipper naar de muur toe en zet hij de motor in "langzaam achteruit". Een bemanningslid gooit een lijn vanaf het voorschip om een bolder (wordt nog niet vastgezet). Het schroefeffect trekt nu het achterschip naar de sluismuur, de schipper belegt een lijn vanaf het achterschip en zet de motor in neutraal. Daarna mag ook de voorlijn belegd worden.
- Bij afmeren aan de “verkeerde” kant van het schip vaart de schipper tot bijna aan de afmeerplek, ongeveer anderhalve meter van de muur af. Dan stuurt hij vrij plotseling naar de muur toe en met een boogje weer er af. Terwijl het schip nog een draaibeweging maakt van de sluismuur af, zet de schipper de motor in "langzaam achteruit", waardoor het achterschip door het schroefeffect de draaiing van het schip stopt. Met enige oefening kan men zo precies op de gewenste plaats tot stilstand komen. De motor gaat in neutraal en de voor- en achterlijnen kunnen belegd worden.
- Het bovenstaande speelt uiteraard sterker als er wind of stroom op het achterschip staat. In dat geval is het beleggen van een achterlijn het belangrijkste. De voorlijn komt later wel. Heeft het schip een middenbolder, dan kan die ook erg handig zijn voor een eerste lijn die het schip in bedwang houdt. In dit geval mag nooit eerst een voorlijn belegd worden bij een vooruitgaand schip, dan gaat het schip rond.Voor het snel omgooien van het roer heeft een oud binnenschip vaak een klapbare pen in het stuurrad

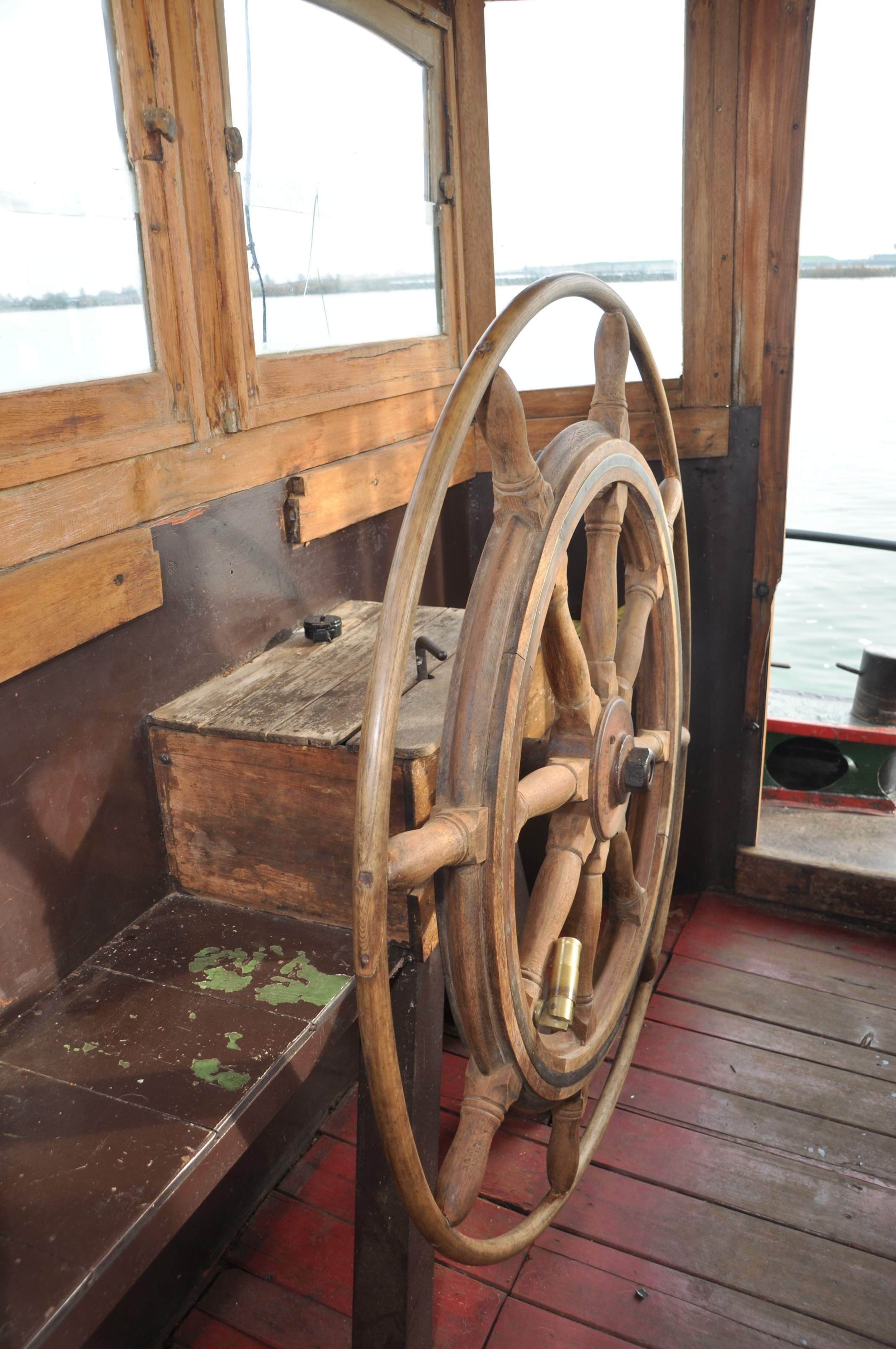
Voor het snel omgooien van het roer heeft een oud binnenschip vaak een klapbare pen in het stuurrad

- Draaien van het schip: kan er op een ruim vaarwater in één keer gedraaid worden, dan blijft de motor in "vooruit" en is er van het schroefeffect vrijwel niets te merken. Het kan zijn dat een schip een iets kortere draaicirkel heeft wanneer er over de "goede" kant gedraaid wordt.
- Op een nauw vaarwater moet er een aantal keren achteruit geslagen worden tijdens het draaien. Nu komt het schroefeffect van pas: de draaiing van het schip wordt ingezet naar de "verkeerde" kant, met de motor in "vooruit". Zodra er achteruit geslagen moet worden zet de draaiing in dezelfde richting door, dankzij het schroefeffect. Vooral in nauw vaarwater en/of met wind moet hier rekening mee gehouden worden, anders komt het schip niet rond.
- Tijdens het manoeuvreren moet het roer rigoureus gebruikt worden. Dus zo lang het schip nog vooruit vaart, wordt er in de gewenste vaarrichting gestuurd. Zodra het schip tot stilstand komt wordt het roer snel naar de andere kant gedraaid. Doordat het roer nu in de juiste stand staat voor achteruitvaren, helpt het ook mee de draaiing in stand te houden.

## Ezelsbruggetje
De term wieleffect is een ezelsbruggetje om de richting van het effect te onthouden: men stelt zich voor dat de schroef als een wagenwiel over de bodem van het vaarwater rolt.